# لوئیس اف. گوتشالک
لوئیس اف. گوتشالک (انگلیسی: Louis F. Gottschalk؛ ‏ ۷ اکتبر ۱۸۶۴ – ۱۵ ژوئیهٔ ۱۹۳۴) آهنگساز، رهبر ارکستر، تهیه‌کننده و کارگردان اهل ایالات متحده آمریکا بود.
از فیلم‌هایی که وی در آن‌ها نقش داشته‌است، می‌توان به دختر چهل‌تکه شهر آز، زن پاریسی، سه تفنگدار، چهار سوار سرنوشت و شکوفه‌های پرپر اشاره نمود.